# Marc Botenga
Marc Botenga (Bruxelles, 29 dicembre 1980) è un politico belga, membro del Partito del Lavoro del Belgio e dal 2019 membro del Parlamento europeo.

## Biografia

### Formazione e primo impegno politico
Marc Botenga è nato a Bruxelles da due insegnanti il 29 dicembre 1980. Parla cinque lingue (francese, olandese, tedesco, inglese e italiano). Completò la sua istruzione scolastica a Laeken, dopo di che studiò giurisprudenza all'Université libre de Bruxelles. Ha conseguito il dottorato di ricerca nel 2009 presso Scuola IMT Alti Studi Lucca.
Negli anni precedenti è politicamente attivo, in particolare nell'area delle protezione degli animali. Nel 1998 combatté all'interno del movimento studentesco per le dimissioni dell'allora ministro degli Interni Louis Tobback dopo che la richiedente asilo nigeriana Semira Adamu era stata uccisa a seguito della sua espulsione. Successivamente ha partecipato alla mobilitazione dei lavoratori contro la chiusura della ferriera di Forges de Clabecq. Nel 2012, è stato coinvolto nella ONG Médecine pour le Tiers-Monde (ora Viva Salud) e ha lavorato con organizzazioni congolesi rivolte a multinazionali straniere.

### Militanza nel PvdA/PTB

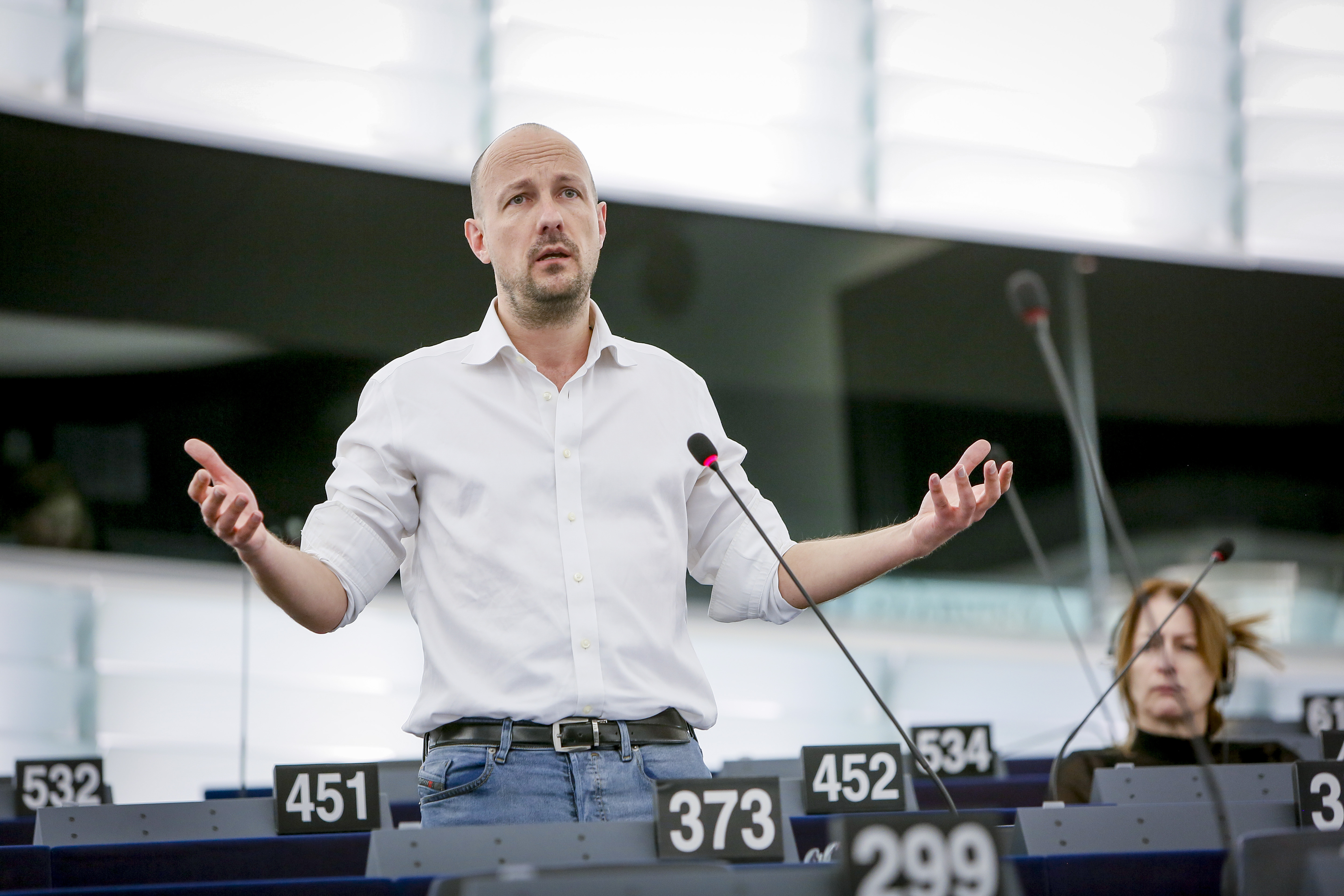
Marc Botenga durante un intervento al Parlamento europeo.

Sulla scia della crisi economica europea del 2010, in particolare degli effetti sulla Grecia, Botenga ha iniziato a impegnarsi maggiormente a livello europeo. Come membro del Partito del Lavoro del Belgio, partecipa alle azioni a sostegno politico della Grecia. Successivamente il suo partito si unì alla Sinistra Unitaria Europea, del quale divenne consigliere politico nel 2016.
Il Partito del Lavoro del Belgio lo ha nominato al primo posto nella lista per le elezioni europee del 2019. In particolare nell'organo elettorale vallone, il partito ottenne voti significativi (da +9,11 percento a 14,59 percento; totale in Belgio da +2,47 percento a 3,51 percento), così che il partito ottenne un deputato per la prima volta nella sua storia. Botenga si è unito al gruppo confederale della Sinistra Unitaria Europea/Sinistra Verde Nordica. A nome del gruppo, è membro della Commissione per l'industria, la ricerca e l'energia e membro supplente della Commissione per l'occupazione e gli affari sociali.